# الدوري الإنجليزي لكرة القدم 1896–97
الدوري الإنجليزي لكرة القدم 1896–97 (بالإنجليزية: 1896–97 Football League)‏ هو موسم من دوري كرة القدم الإنجليزي. فاز فيه أستون فيلا.